# Войшиці (Лодзинське воєводство)
Войшиці (пол. Wojszyce) — село в Польщі, у гміні Бедльно Кутновського повіту Лодзинського воєводства.
Населення — 451 особа (2011).
У 1975-1998 роках село належало до Плоцького воєводства.

## Демографія
Демографічна структура станом на 31 березня 2011 року:
|          | Загалом | Допрацездатний вік | Працездатний вік | Постпрацездатний вік |
| -------- | ------- | ------------------ | ---------------- | -------------------- |
| Чоловіки | 248     | 22                 | 192              | 34                   |
| Жінки    | 203     | 26                 | 123              | 54                   |
| Разом    | 451     | 48                 | 315              | 88                   |